# Kose (Tallinn)
Kose (Duits: Kosch) is een subdistrict of wijk (Estisch: asum) binnen het stadsdistrict Pirita in Tallinn, de hoofdstad van Estland. De wijk telde 3.542 inwoners op 1 januari 2020.
De wijk moet niet worden verward met de gelijknamige vlek in de landgemeente Kose, die ca. 30 km ten zuidoosten van de wijk ligt. Om verwarring te voorkomen wordt de wijk vaak Pirita-Kose genoemd.

## Geografie

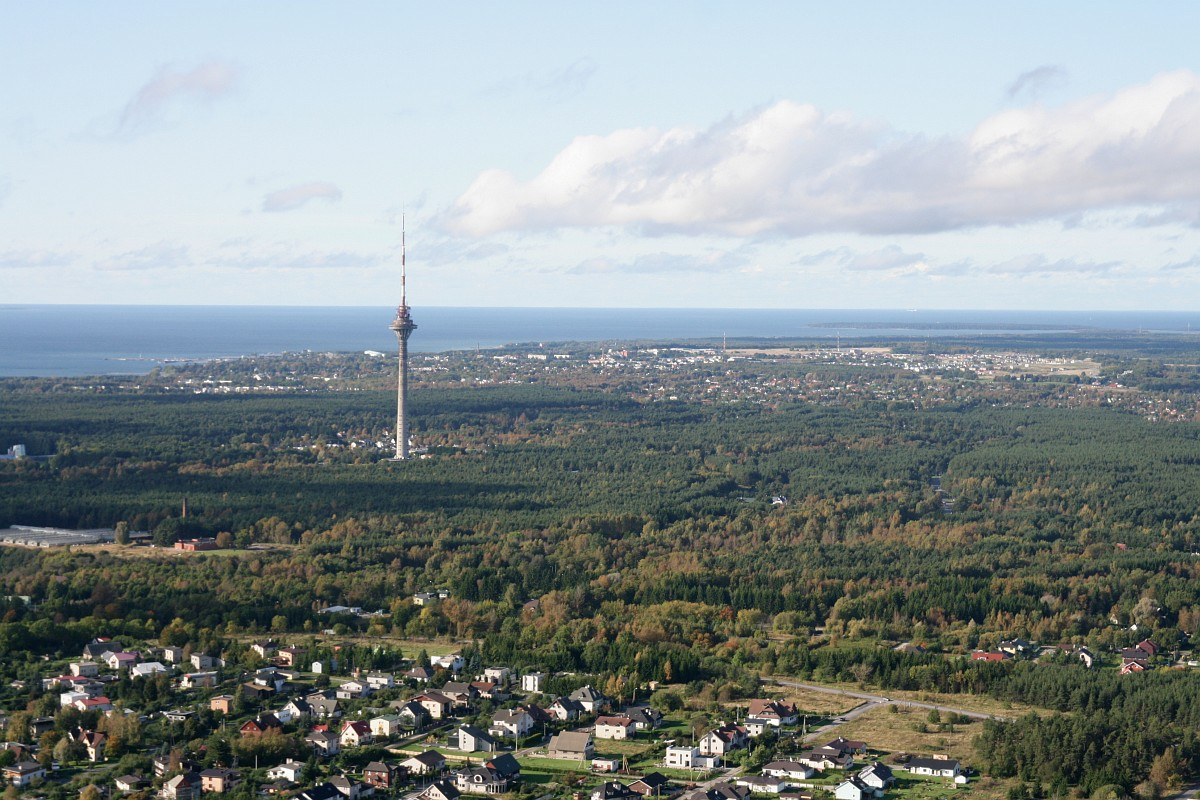
Op de voorgrond de bebouwing van Kose, op de achtergrond de tv-toren van Tallinn in de aangrenzende wijk Kloostrimetsa

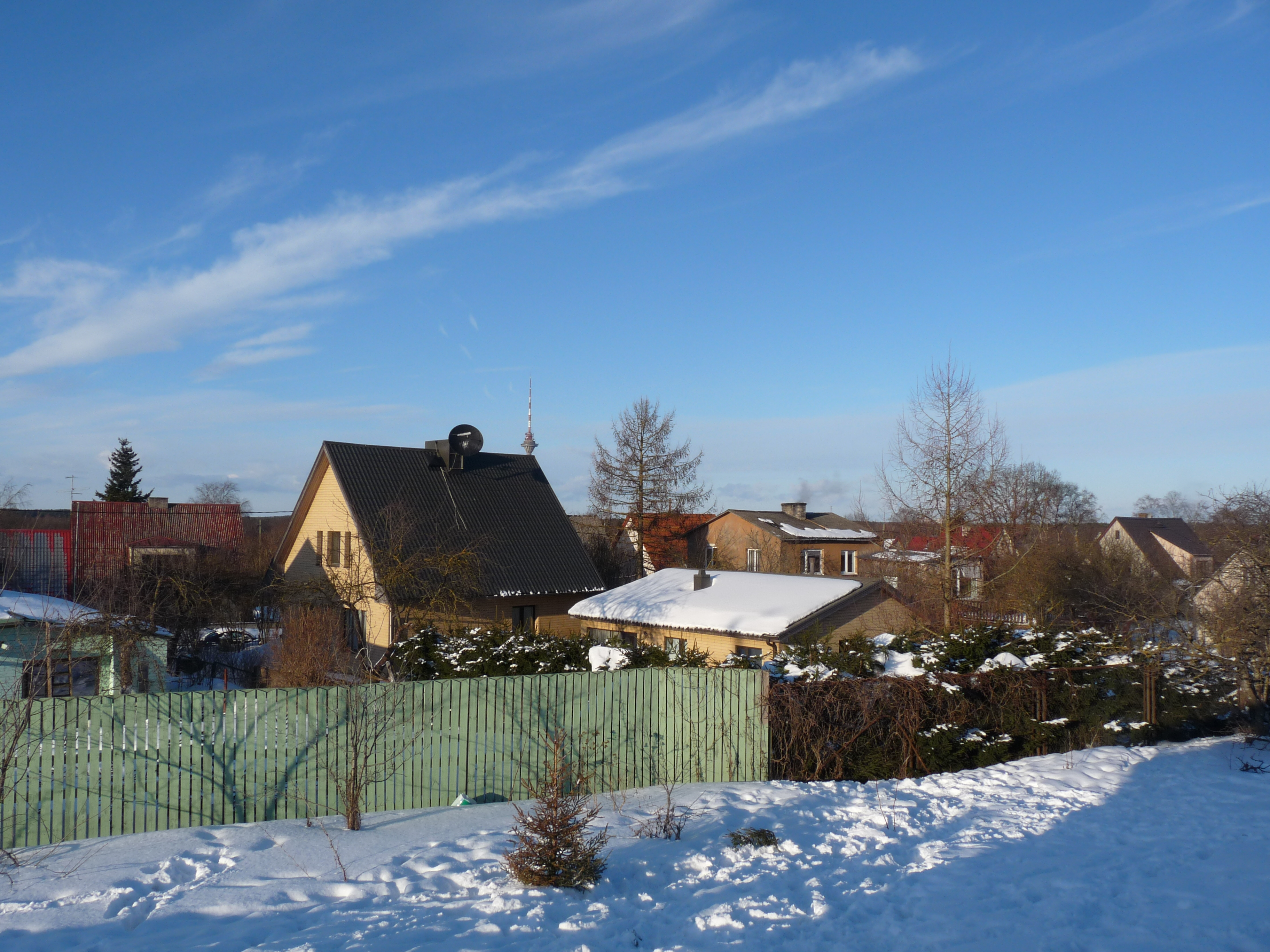
Kose in de winter

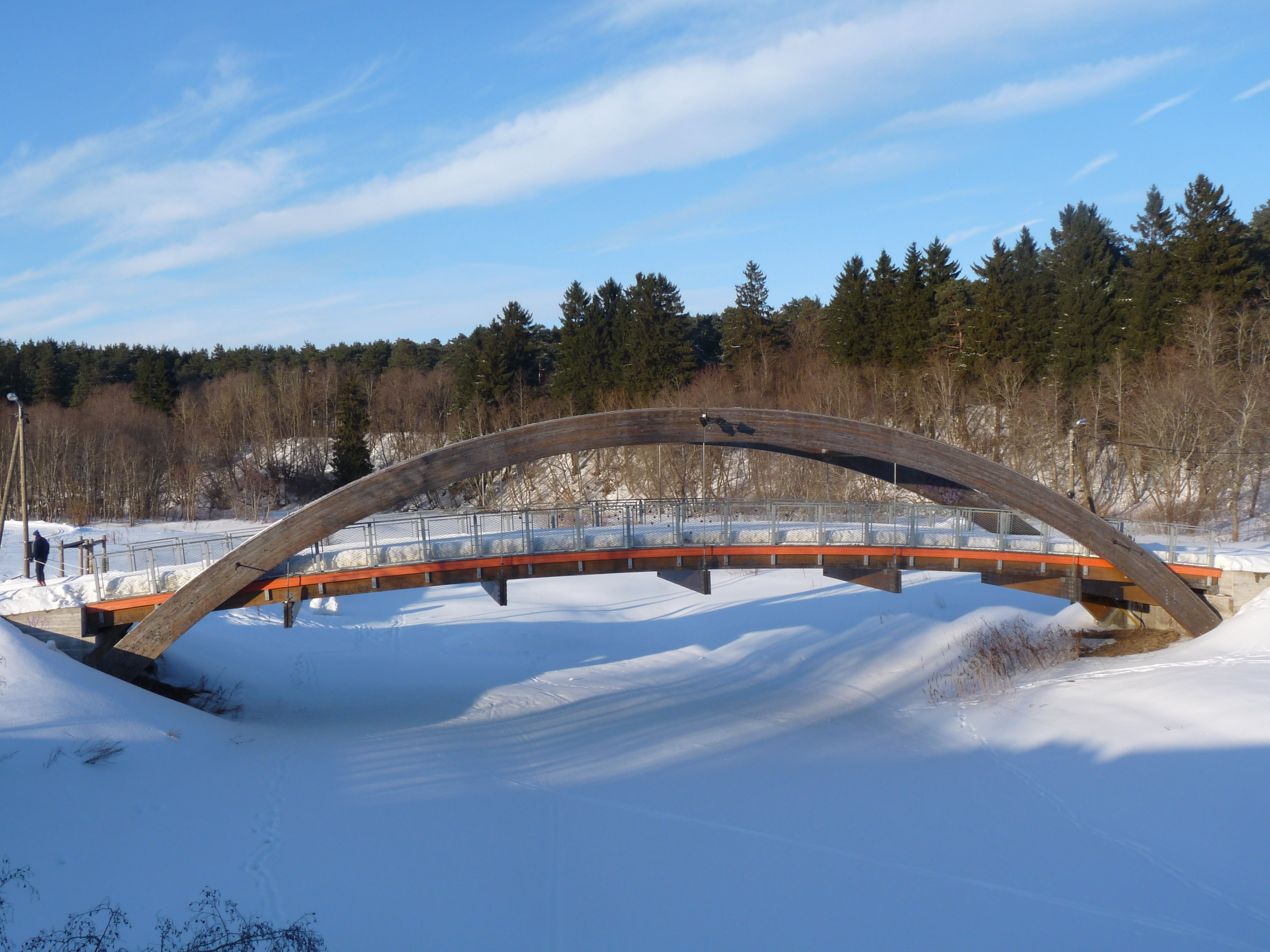
Brug over de bevroren rivier Pirita

Door Kose loopt de rivier Pirita, die voor een deel een natuurlijke grens vormt met de wijken Iru en Kloostrimetsa. In het zuiden grenst de wijk aan het stadsdistrict Lasnamäe. De noordwesthoek van de wijk is bos, het Kose mets.
De belangrijkste doorgaande weg is de Kose tee, die begint in de aanliggende wijk Maarjamäe en in Kose uitkomt op de Narva maantee, die even buiten Tallinn uitkomt op de Põhimaantee 1, de weg van Tallinn via Narva naar Sint-Petersburg. De Narva maantee vormt de grens met Lasnamäe.

## Geschiedenis
Van oudsher was Kose de wijk waar de beter gesitueerde burgers van Tallinn gingen wonen. Ze lieten hier een villa of een datsja bouwen. De familie Koch (Baltische Duitsers, zoals de meeste leden van de elite in Estland) liet in de wijk een familiekerkhof met een kapel aanleggen. De grote attractie van de wijk is de rivier Pirita, die hier door een diep dal stroomt. Ook vandaag de dag bestaat de wijk voornamelijk uit vrijstaande huizen met veel groen ertussen en behoren de meeste bewoners tot de beter gesitueerden.
Het vroegere dorp Varsaallika is in de wijk opgenomen.

### NKVD-tribunaal
In 1941, na de Sovjetbezetting van Estland, zette de NKVD in de villa van Klaus Scheel in Kose een militair tribunaal op. Scheel was een bankier van Duitse afkomst. In 1940 was hij een van de laatste Baltische Duitsers die naar nazi-Duitsland vertrokken. Na de Sovjetbezetting werd zijn villa genationaliseerd en in gebruik genomen door de NKVD. Het tribunaal veroordeelde vele tientallen prominente Esten, overheidsfunctionarissen en veteranen uit de onafhankelijkheidsoorlog ter dood wegens contrarevolutionaire activiteiten. Ze werden ter plekke geëxecuteerd en begraven. Hun familieleden, waarvan de meesten trouwens waren gedeporteerd naar afgelegen streken in Rusland, werden niet ingelicht.
Toen in augustus 1941 nazi-Duitsland de Sovjet-Unie als bezetter had afgelost, werden op het terrein van de vroegere villa van Scheel massagraven ontdekt en werd bekend wat er was gebeurd. De slachtoffers, van wie lang niet iedereen kon worden geïdentificeerd,  werden herbegraven op het kerkhof van de wijk Liiva. Na 1944, toen de Sovjet-Unie Estland heroverd had, werd niet meer over het tribunaal en zijn slachtoffers gepraat. Pas in 1989, toen de Sovjetbezetting op zijn eind begon te lopen, ontstond er nieuwe belangstelling voor de gebeurtenissen in Kose dankzij een artikel van de hand van de latere minister-president Mart Laar. In 1990 voerden de justitiële autoriteiten een onderzoek uit naar de gebeurtenissen.
Er blijven nog steeds vragen over. Zo is bijvoorbeeld het graf van Jaan Tõnisson, tweemaal minister-president en tweemaal fungerend president tussen 1919 en 1934, nooit gevonden. Het is mogelijk dat hij een van de slachtoffers was die nooit zijn geïdentificeerd.

### Gewezen racecircuit
Het Pirita-Kose-Kloostrimetsa-circuit was een racecircuit van bijna 6,8 km over een tracé door de wijken Pirita, Kose en Kloostrimetsa. Tussen 1933 en 2000 werden er auto- en motorraces gehouden. Op 2 juli 2000 kwam hier de motorcoureur Joey Dunlop om het leven. Sindsdien is het circuit buiten gebruik. Op de plaats van het fatale ongeluk staat een gedenksteen voor Dunlop.
Iru · Kloostrimetsa · Kose · Laiaküla · Lepiku · Maarjamäe · Mähe · Merivälja · Pirita